# بایبورد
بایبورد یا بایبورت (به ترکی استانبولی: Bayburt) شهری است در شمال شرقی کشور ترکیه که در استان بایبورد واقع شده‌است. جمعیت این شهر بر اساس سرشماری سال ۲۰۰۸ میلادی ۳۲٬۰۲۰ نفر و بر اساس برآوردهای سال ۲۰۰۹ میلادی ۳۲٬۱۴۱ نفر می‌باشد.
این شهر مرکز استان بایبورد بوده و در کنار رود چوروخ در ارتفاع حدود 1150 متری واقع است. بایبورد به لحاظ قرار گرفتن در مسیر جاده ای که طرابزون را در شمال غربی به ارزروم در جنوب غربی و سپس به ایران متصل می‌کرد، از دیرباز اهمیت داشست و امروزه با شبکه راه‌های فرعی به آبادیهای واقع در حوزه یشیل ایرماق در ارزنجان (گوموشخانه و بندر ریزه در کرانه دریای سیاه) وصل می‌شود. شهر بایبورد در جنگ بین‌الملل اول بر اثر ورود سربازهای روس آسیبهای فراوان دید. در تقسیمات کشوری اوایل حکومت عثمانیها بایبورد اغلب مرکز قضا یا سنجق شمرده می‌شد. این شهر دارای مسجد جامع کبیر (متعلق به دوره سلجوقیان) و مسجد جامع یاقوتیه است. آثار باستانی مهم آن عبارتند از: قلعه بایبورد و مساجد جامع، مقبره شهید عثمان و طاش خان (کاروانسرای سنگی).
بایبورد در منطقه ای قرار گرفته که در قدیم خلدی‌ها، از اقوام غیر آرایی و سامی، در آنجا زندگی می‌کردند. ظاهراً به همین سبب است که امروزه مردم ساحل نشین، ساکنان بایبورد را "خلد" می نامند. نام بایبورد در اسناد سده‌های نخستین میلادی، در کشمکشهای زمینداران ارمنی با یکدیگر، به عنوان موضع مستحکمی بصورتهای پایپرت (Paypert) و پاپرت (Papert) ضبط شده‌است. به نوشته مارکوارت (ص 437) سلسله ارمنی بگراتیان نیز از بایبورد بوده‌اند که در ایالت اسپر (اسپیر) قرار داشت. در امپراتوری روم شرقی این شهر "بایبردون" خوانده می‌شد و یوستی نیانوس (565-527) در آن استحکاماتی ساخته بود. خرابه‌های قلعه یوستی نیانوس هنوز هم از بالای تپه ای واقع در سمت چپ رود چوروخ دیده می‌شود. در طی جنگ‌های روس و عثمانی این قلعه بکلی ویران شد. بایبورد از نخستین مناطقی است که ترک‌ها در آناتولی فتح کردند و در آن مستقر شدند.

## نگارخانه

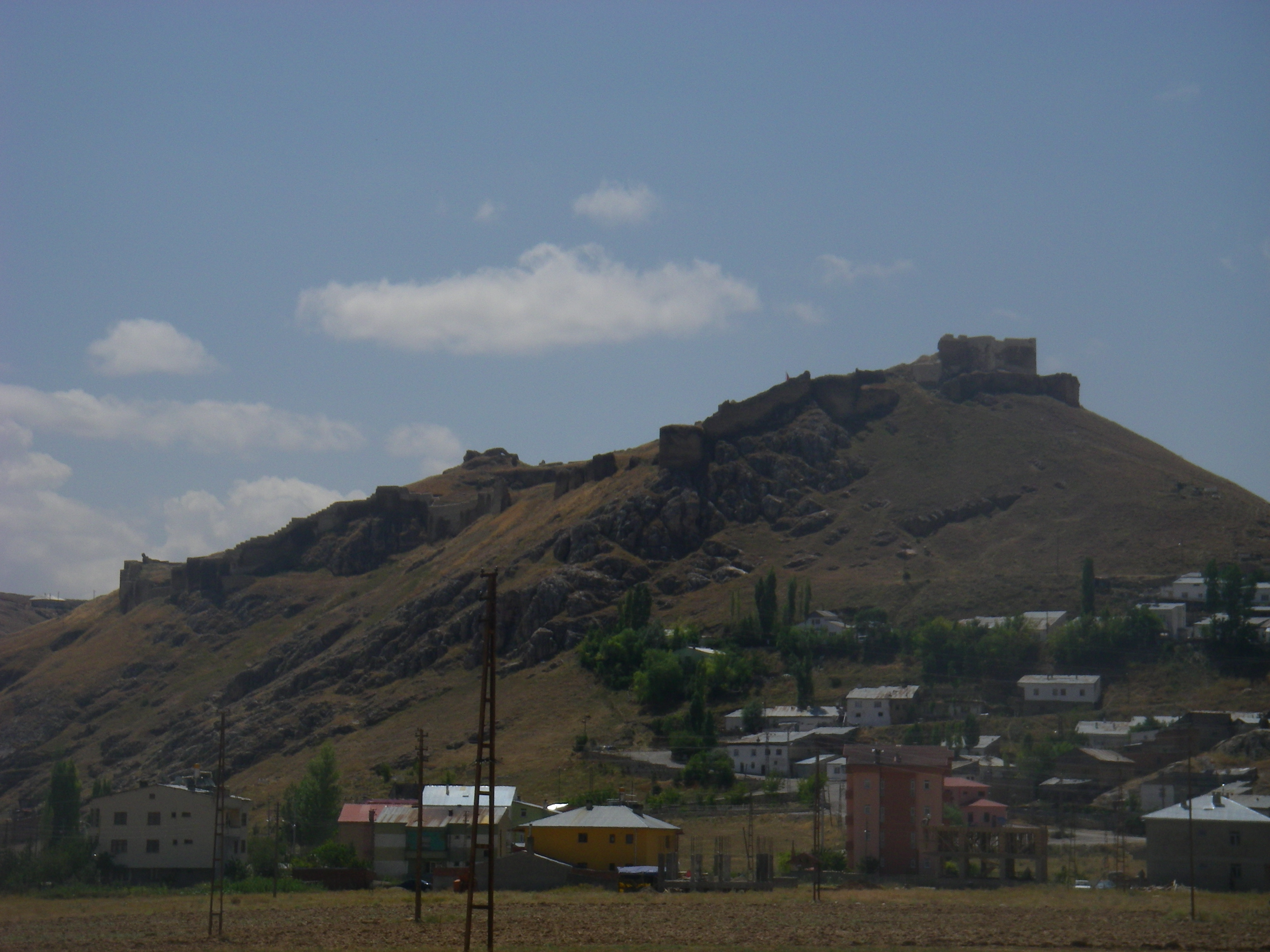